# Muziekproducent
Een muziekproducent, ook wel een producer genoemd, is in de muziekindustrie een persoon die de verantwoordelijkheid heeft voor een opnamesessie of productie.

## Functie
Afhankelijk van het muziekgenre en of er in de  studio met of zonder een artiest wordt gewerkt, neemt een producer een meer of minder prominente plaats in. Tot de minimale taken van de producer behoren het indelen van de opnametijd in de studio en het nemen van eindbeslissingen. De muziekproducent neemt daarnaast zo ongeveer elke beslissing op het gebied van compositie, arrangement en samenstelling van de muziekgroep. Daarnaast zijn er muziekproducenten die zelf de volledige productie doen. Deze muziekproducenten worden ook wel producers-artiesten genoemd. Voorbeelden van typische producersmuziek zijn dance en het levenslied.

## Erkende opleidingen
Een muziekproducent is een uitvoerende functie en er zijn diverse MBO-opleidingen, zowel privaat als via een ROC, waar men een initiële opleiding volgt. Hierna zijn er op HBO-niveau mogelijkheden om dit aan te vullen met theorie en praktijk van het leidinggeven en de theorie: 
- In Groningen (Prins Claus Conservatorium) is een bacheloropleiding ("CMS, compositie, studio- en muziekproductie").
- In Haarlem 'Music Academy' is een bacheloropleiding van vier jaar, "E-musician", voor producers met nadruk op het produceren van elektronische dancemuziek. Lessen als Audiorecording en Mixing & Producing zijn de hoofdvakken.
- In Enschede (ArtEZ) is een bachelor- en masteropleiding ("ArtEZ MediaMusic") voor Music Producers & Composers.
- Het conservatorium van Gent heeft een bachelor- en masteropleiding in de muziekproductie.
- In Utrecht (HKU) bestaat ook een opleiding die elektronica en muziek combineert ("Composition & Music Production").
- In Rotterdam heeft Codarts HS de opleiding Muziekproductie. Deze werkt samen met instrumentalisten, vocalisten en songwriters van de Popacademie (ook onderdeel van Codarts HS).
- In Tilburg heeft de Fontys Hogeschool voor de Kunsten, bij de afdeling Rockacademie, de discipline Music Production. Hier krijgt men naast productielessen ook colleges in muziekgeschiedenis, communicatie en analyse, harmonieleer en musiconomy. Daarnaast ligt er nadruk op de rol van de muziekproducent in een live(band)opstelling. Deze richting werkt nauw samen met het conservatorium en het poppodium 013.
- In Den Haag heeft het Koninklijk Conservatorium de opleiding Art of Sound waarin men wordt opgeleid tot producent van zowel klassiek, jazz en pop.